# Тревизани, Раффаэле
Раффаэле Тревизани (итал. Raffaele Trevisani; род. 1955, Милан) — итальянский флейтист.
Впервые взял флейту в руки в 20 лет. Окончил Миланскую консерваторию имени Верди. Один из немногих учеников Джеймса Голуэя. Начинал исполнительскую карьеру как солист камерного оркестра «Венецианские солисты», выступал также вместе с Падуанским камерным оркестром, камерными оркестрами театра Ла Скала и многими другими коллективами. Заметной страницей в творческой биографии Тревизани является его сотрудничество с Московским камерным оркестром: вместе они записали два диска (лейбл Delos), один из которых полностью посвящён Карлу Филиппу Эммануэлю Баху, а другой включает концерты для флейты с оркестром итальянских композиторов (Альбинони, Перголези, Тартини, Вивальди, Галуппи), а в гастрольных поездках исполняли и более современный репертуар, включая переложение для флейты скрипичного концерта Арама Хачатуряна и «Сюиту в старинном стиле» Альфреда Шнитке.